# M. L. Tigue Moore Field
 (mars 2025).
Si vous disposez d'ouvrages ou d'articles de référence ou si vous connaissez des sites web de qualité traitant du thème abordé ici, merci de compléter l'article en donnant les références utiles à sa vérifiabilité et en les liant à la section « Notes et références ».
Le M. L. Tigue Moore Field, surnommé le « Tigue », est un stade de baseball, d'une capacité de 3 755 places, situé à Lafayette, ville de l'État de Louisiane, aux États-Unis.

## Histoire
Construit en 1978 et propriété de l'université de Louisiane à Lafayette, il est occupé depuis son inauguration par l'équipe universitaire des Ragin' Cajuns de Louisiane. Il a également été le domicile d'un club professionnel de baseball, les Bullfrogs de Lafayette.